# Psilonyx nigricoxa
Psilonyx nigricoxa là một loài ruồi trong họ Asilidae. Psilonyx nigricoxa được Hsia miêu tả năm 1949. Loài này phân bố ở miền Ấn Độ - Mã Lai.